# Tayshaneta anopica
Espèce
Synonymes
- Leptoneta anopica Gertsch, 1974
- Neoleptoneta anopica (Gertsch, 1974)

Tayshaneta anopica est une espèce d'araignées aranéomorphes de la famille des Leptonetidae.

## Distribution
Cette espèce est endémique du Texas aux États-Unis. Elle se rencontre dans les grottes Cobb Cave et Corn Cobb’s Cave dans le comté de Williamson.

## Description
Cette araignée troglobie est anophtalme. La femelle holotype mesure 1,4 mm et le mâle décrit par Ledford et al. en  2012 mesure 1,38 mm.

## Publication originale
- Gertsch, 1974 : The spider family Leptonetidae in North America. Journal of Arachnology, vol. 1, no 3, p. 145-203 (texte original).